# Лапунька Омелян

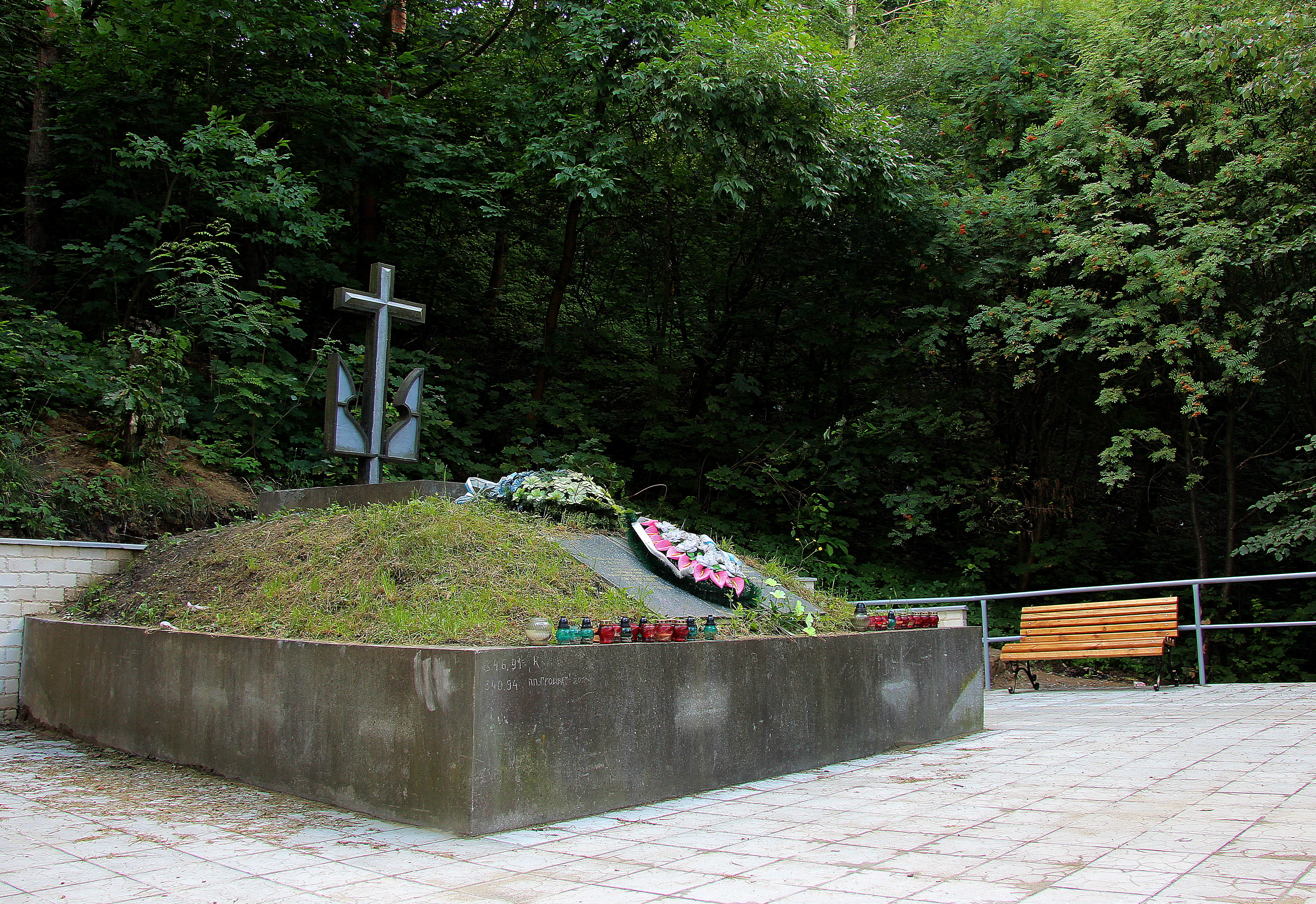

Лапунька Омелян Федорович (псевдо «Чабан», нар. 19 серпня 1914, с. Потутори Бережанського району Тернопільської області — пом. 27 листопада 1942, Львів) — учасник національно-визвольних змагань. Член Пласту та ОУН. Брат Стефанії Лапуньки.

## Життєпис
Закінчив Бережанську гімназію (1932).
Від 1932 працював у читальні «Просвіти» в Потуторах: керівник театрального гуртка і хору; засновник руханкового товариства «Луг», співзасновник кооперативи, 1936 вивісив синьо-жовтий прапор на церкві, за що ув’язнений на 2 р. у Березі Картузькій.
Член окружного проводу ОУН Бережанщини (від 1934), представник Крайової Екзекутиви ОУН ЗУЗ під час збройного повстання у вересні 1939 року. 
Референт Юнацтва у Бережанській повітовій екзекутиві (1938-1939), член управи «Комерцель-Банку» у Бережанах (1938-1939).
Заарештований польською поліцією восени 1936 у справі атентату на Копача. Засуджений у Львові 19 червня 1937 до 4 років ув'язнення. По амністії вийшов на волю у березні 1938 року.  
Заарештований гестапо 19 серпня 1941 у Львові. Розстріляний на Пісковій горі разом з іншими 27 українцями.